# UHZ1
UHZ1 es una galaxia de fondo que contiene un cuásar. Con un corrimiento al rojo de aproximadamente 10.1, UHZ1 se encuentra a una distancia de 13.2 billones de años luz, cuando nuestro universo tenía aproximadamente el 3 por ciento de su edad actual. Este corrimiento al rojo lo convirtió en el cuásar más distante y, por lo tanto, el más antiguo conocido en el universo observable desde 2023. Para detectar este objeto, los astrónomos que trabajan en el Observatorio de rayos X Chandra utilizaron la masa del cúmulo Abell 2744 como lente gravitacional para magnificar los objetos distantes directamente detrás de él. En el momento del descubrimiento, superó el récord de distancia de QSO J0313−1806.
El descubrimiento de este objeto ha llevado a los astrónomos a sugerir que las semillas de los primeros cuásares pueden haber sido agujeros negros de colapso directo, a partir del colapso de estrellas primordiales supermasivas al comienzo de nuestro universo.

## Impacto en la investigación astronómica
El descubrimiento de un cuásar con un corrimiento al rojo de ≈ 10,1 en el centro de UHZ1 por parte de Chandra-JWST revela que los agujeros negros supermasivos en proceso de acreción ya existían unos 470 millones de años después del Big Bang. La detección de agujeros negros tempranos en su transición de "semillas" a agujeros negros supermasivos proporciona buenas fuentes a un alto corrimiento al rojo, lo que facilita la prueba de modelos de siembra y crecimiento para ellos. Una de las preguntas abiertas sobre la formación de agujeros negros supermasivos es si se originan a partir de agujeros negros de masa estelar, restos de la muerte de estrellas masivas o si existen mecanismos que operan para formar semillas iniciales más pesadas para comenzar su formación. Los datos de UHZ1 muestran que requiere un crecimiento continuo que supere el límite de Eddington durante >200 Ma, o una semilla masiva. Los datos recopilados proporcionan una pista sobre el mecanismo de siembra y lo respaldan.

## UHZ1 como potencial primer candidato a OBG
La fuente de rayos X de Chandra detectada en UHZ1 es de espesor Compton. Tiene una luminosidad bolométrica de Lbol ~ 5 × 1045 erg s × 10−1, correspondiente a una masa estimada de un agujero negro de ~ 4 × 107 M⊙.
Los datos recopilados de UHZ1 y su cuásar concuerdan con las predicciones teóricas previas de los astrónomos para una clase única de objetos transitorios de alto corrimiento al rojo conocidas como galaxias de agujero negro sobremasivas (del inglés Overmassive Black Hole Galaxies u OBG). Las OBG son semillas iniciales de agujeros negros pesados que probablemente se formaron a partir del colapso directo de nubes de gas. Debido a la concordancia entre las propiedades de múltiples longitudes de onda de UHZ1 y las predicciones de la plantilla del modelo teórico, algunos astrónomos sugieren que UHZ1 es el primer candidato a OBG detectado.